# Болва
Болва — річка в Росії, ліва притока Десни.
Загальна довжина: 213 км. Середня ширина: 15 м. Глибина: 1,5 м. Дно: сильно мулисте, місцями з виходом граніту на поверхню. Річка має сильний розвиток водяної рослинності. Річка бере початок на території Російської Федерації біля с. Хутір-Київський. Живлення річки: дощове та снігове. Швидкість течії: 0,3 метри за секунду. Втрати води при протіканні: 0,4 м³ на 1 км. Середня річна витрата води в гирлі близько 22 м³/сек.

## Фауна
Річка багата на тваринний світ. В Болві водяться такі види риб: карась сріблястий, карась золотистий, короп, лин, щука, горчак, чебачок амурський, в'юн. Земноводні: жаба ставкова, жаба ропуха зелена, ропуха велика, тритони, саламандри, болотяні черепахи, вужі. Ссавці: водяний щур, ондатри, бобри, видри, норки. Птахи: лелека білий, сірий журавель, сіра чапля, дикі качки, бекас, вальдшнеп, кулик болотяний.

## Притоки
Основні притоки — Ковилінка, Дегна, Ужать, Неполоть, Радиця (ліві); Пісочня, Колчинка, Верещевка (праві).